# 盧思
盧 思（ろ し（ルー スー）、1973年1月11日 - ）は、日本で活動する中国人京劇俳優、日本画家、タレント。(株)中藝所属。東京藝術大学大学院修士課程修了。

## 人物・来歴
中国で国宝級と言われた張君秋を祖父に持ち、文化大革命終結後に彼から京劇の基礎を叩き込まれ、京劇女優として活躍。文革当時は京劇も弾圧の対象になっていたが、その終結時期と彼女の幼少期がちょうど重なったことが、活躍に繋がった。
中国戯曲学院京劇コース（日本の中学校・高等学校に相当する）を卒業し、京劇の役者として第一歩を踏み出した一方で、絵の才能にも目覚め、大学は美術大学の日本画専攻に進んだ。卒業後の1997年、日本画をより深く学ぶために来日。
日本人に広く知られるきっかけとなったのはNHK『中国語会話』アシスタントとしての活躍である。2002年度から4年間務め、特に後半の2年間は京劇で培った芝居のエッセンスを番組の随所に活用した。
現在は京劇俳優・日本画講師・中国語講師と、マルチタレントとして活動。

## 現在の活動
- 京劇劇団『新潮劇院』公演（張春祥主宰）
- 日本画の指導
- 中国語指導
- テレビ出演
  - NHK「中国語会話」（2002年4月～2006年3月）
  - NHK「とっさの中国語」（2007年4月～2011年3月）
- ラジオ出演
  - NHKラジオ第2放送「まいにち中国語」（2009年4月～9月,2016年4月～9月）
  - NHKラジオ第2放送「アンコールまいにち中国語」（2010年10月～2011年3月）